# Бурухино
Бурухино — деревня в Топкинском районе Кемеровской области. Входит в состав Юрьевского сельского поселения.

## География
Центральная часть населённого пункта расположена на высоте 181 метров над уровнем моря.

## Население
По данным Всероссийской переписи населения 2010 года, в деревне Бурухино проживает 7 человек (4 мужчины, 3 женщины).